# De Gesloten Steen

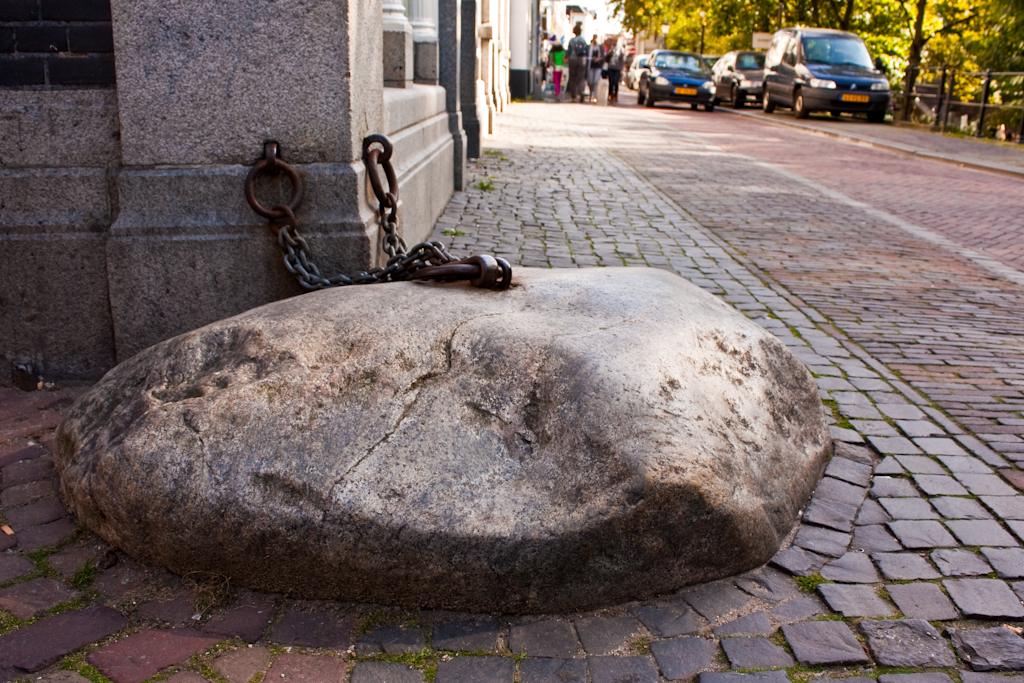
De Gesloten Steen

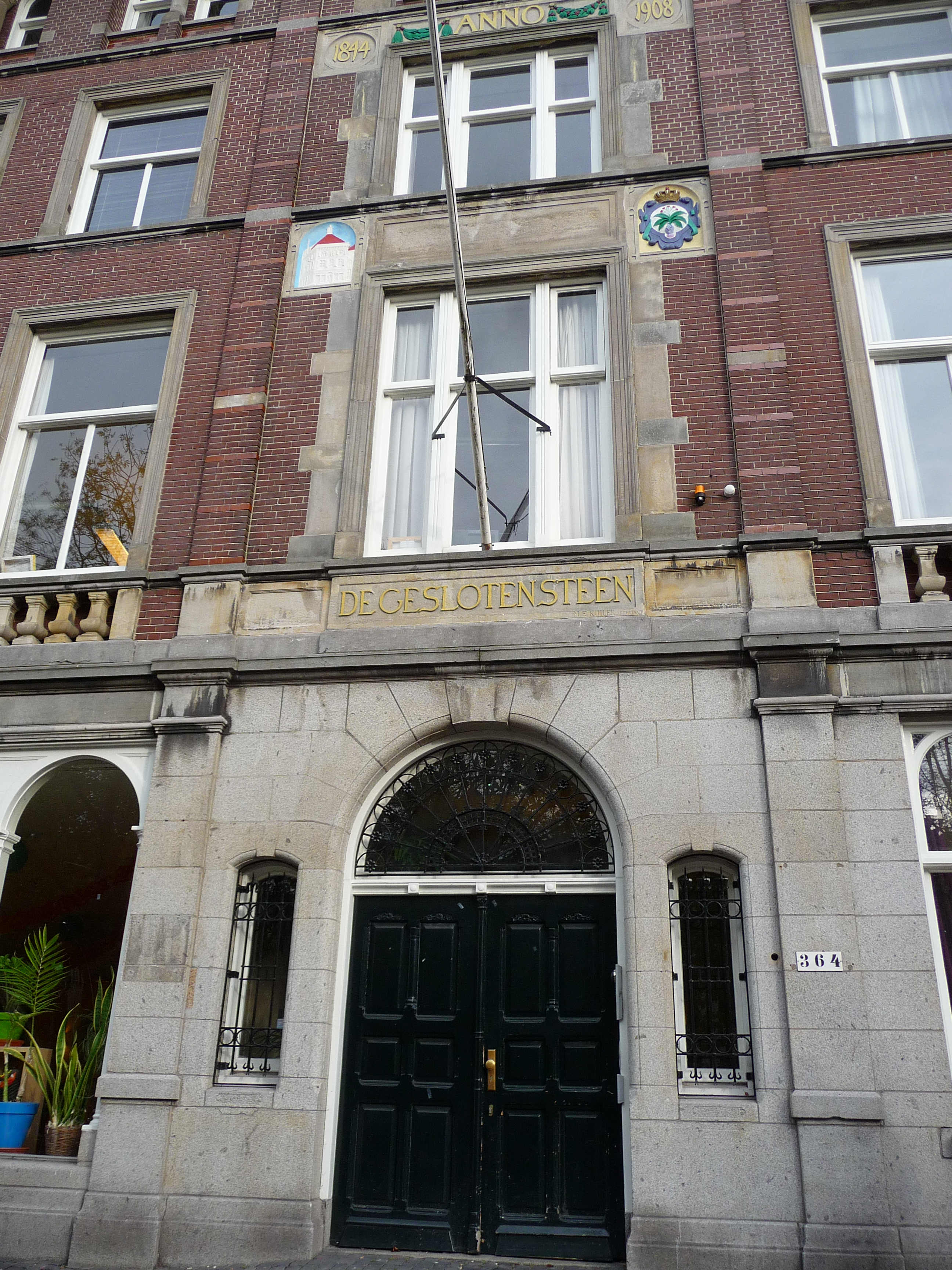
Gebouw De Gesloten steen.

De Gesloten Steen (ook wel duivelssteen genoemd) is een zware zwerfsteen in het centrum van Utrecht. De rijksmonumentale steen ligt vastgeketend op de hoek Oudegracht en het Eligenhof aan een hoekpand dat zijn naam eraan heeft ontleend.

## Geschiedenis
Deze zwerfkei schijnt voor het eerst onder deze noemer vermeld te worden in een schepenbrief uit 1520. Aan De Gesloten Steen wordt toegeschreven dat hij fungeerde als schampsteen.
Het naar de steen vernoemde hoekpand Eligenhof/Oudegracht 364 waar de steen aan is vastgeketend, vormde in de 19e eeuw een sigarenfabriek van G. Ribbius Peletier jr.

## Sagen
Over De Gesloten Steen bestaan meerdere sagen. Een van die sagen behelst dat de duivel en zijn knecht 's nachts deze steen aan het overgooien waren tussen de nabijgelegen Geertebrug en Vollersbrug. Bij een misser klapte de steen met een zodanige smak tegen de grond dat de huizen op hun grondvesten trilden. Vervolgens heeft men de zwerfkei maar aan de ketting gelegd (gesloten) om van het geduvel af te zijn.

## Varia
De beeldhouwer Kees Groeneveld wijdde nabij een lantaarnconsole De Steenwerpers aan de zwerfkei.